# メアカンキンバイ
メアカンキンバイ（雌阿寒金梅、学名：Sibbaldia miyabei）は、バラ科タテヤマキンバイ属の小低木。高山植物。

## 特徴
根茎から地中性の匍匐枝を出して広がる。茎は長さ3-10cmになり、分枝して斜上するかまたは這い、古い葉の葉柄に包まれ、木質化する。全体に開出する黄褐色の伏した毛が生える。葉は互生し、3個の小葉からなる3出複葉になり、葉の長さは3-5cm。頂小葉と側小葉は同じ形で、同じ大きさか頂小葉の方がやや大きく、小葉は、長さ5-15mm、幅4-10mmで、広倒披針形から倒卵形になり、先端は切形で粗い3歯牙があり、基部は広いくさび形、やや革質で灰緑色になる。葉柄は長さ1.5-4cmになり、葉柄の基部にある托葉は、披針形で先端が鋭頭になり、縁は全縁、膜質になり、長さ12-15mmで、半分以上が葉柄と合着する。
花期は7-8月。茎先に集散花序をつけ、黄色の径12-15mmの花を1-5個つける。萼は5個、萼片は披針形で先は鋭くとがり、長さ5-7mmになり、外側と縁に剛毛が生える。副萼片も5個あり、線形で長さ3-5mmになる。花弁も5個あり、広倒卵形から倒卵状円形で、先端は円頭から凹頭、基部は爪状になり、長さ6-7mm、幅4-6mmになる。雄蕊は20個あり、葯は黄色で卵状球形となる。花床筒は短い卵状円錐形で剛毛が生える。心皮は多数あり、花柱は糸状で長く伸び3-4mmになる。果実は痩果で多数あって、長さ約1.5mmになり、ややゆるんだ卵形になり褐色で、長い毛がある。

## 分布と生育環境
北海道の硫黄山、羅臼岳、斜里岳、雌阿寒岳、大雪山系、羊蹄山に分布し、高山の日当たりのよい斜面や砂礫地に生育する。北海道以外では千島列島に分布する。

## 名前の由来
和名メアカンキンバイは「雌阿寒金梅」の意で、基準標本が1897年（明治30年）に雌阿寒岳で採集されたことによる。1902年（明治35年）、その基準標本をもとに牧野富太郎によって、バラ科キジムシロ属の種、メアカンキンバイ Potentilla miyabei Makino (1902).として命名、記載された。種小名 miyabei は、北海道、千島列島の植物研究を行った札幌農学校、北海道帝国大学教授の宮部金吾（1860年 - 1951年）への献名である。

## 分類
本種は、従来、キジムシロ属 Potentilla に含められていた。しかし、近年の分子系統学的解析により、タテヤマキンバイ属の基準種であるタテヤマキンバイS. procumbens と系統的に近縁であることが明らかとなり、従来の学名 Potentilla miyabei Makino をタテヤマキンバイ属 Sibbaldia に移し、新しい学名を新組み合わせ名 Sibbaldia miyabei (Makino) Paule et Soják （2009）とした。

## 保全状況評価
絶滅危惧II類 (VU)（環境省レッドリスト）
（2012年環境省レッドリスト）

## ギャラリー
- 葉は3出複葉で、小葉の先に粗い3歯牙がある。